# Лесобенг
Лесобенг (англ. Lesobeng) — одна з місцевих громад, що розташована в районі Таба-Цека, Лесото. Населення місцевої громади у 2006 році становило 12 542 особи.

## Освіта
У 2008 році була відкрита кокоанська середня школа, яка налічує 4 педагогів і 246 учнів.